# ドルコプシス属
ドルコプシス属（ドルコプシスぞく、Dorcopsis）は、哺乳綱双前歯目カンガルー科に分類される属。

## 分類
以下の分類・英名は、Groves(2005）に従う。和名は川田ら(2018)に従う。
- Dorcopsis atrata クロドルコプシス Black dorcopsis
- Dorcopsis hageni セスジドルコプシス White-striped dorcopsis
- Dorcopsis luctuosa ハイイロドルコプシス Gray dorcopsis
- Dorcopsis muelleri オオドルコプシス Brown dorcopsis

## 画像

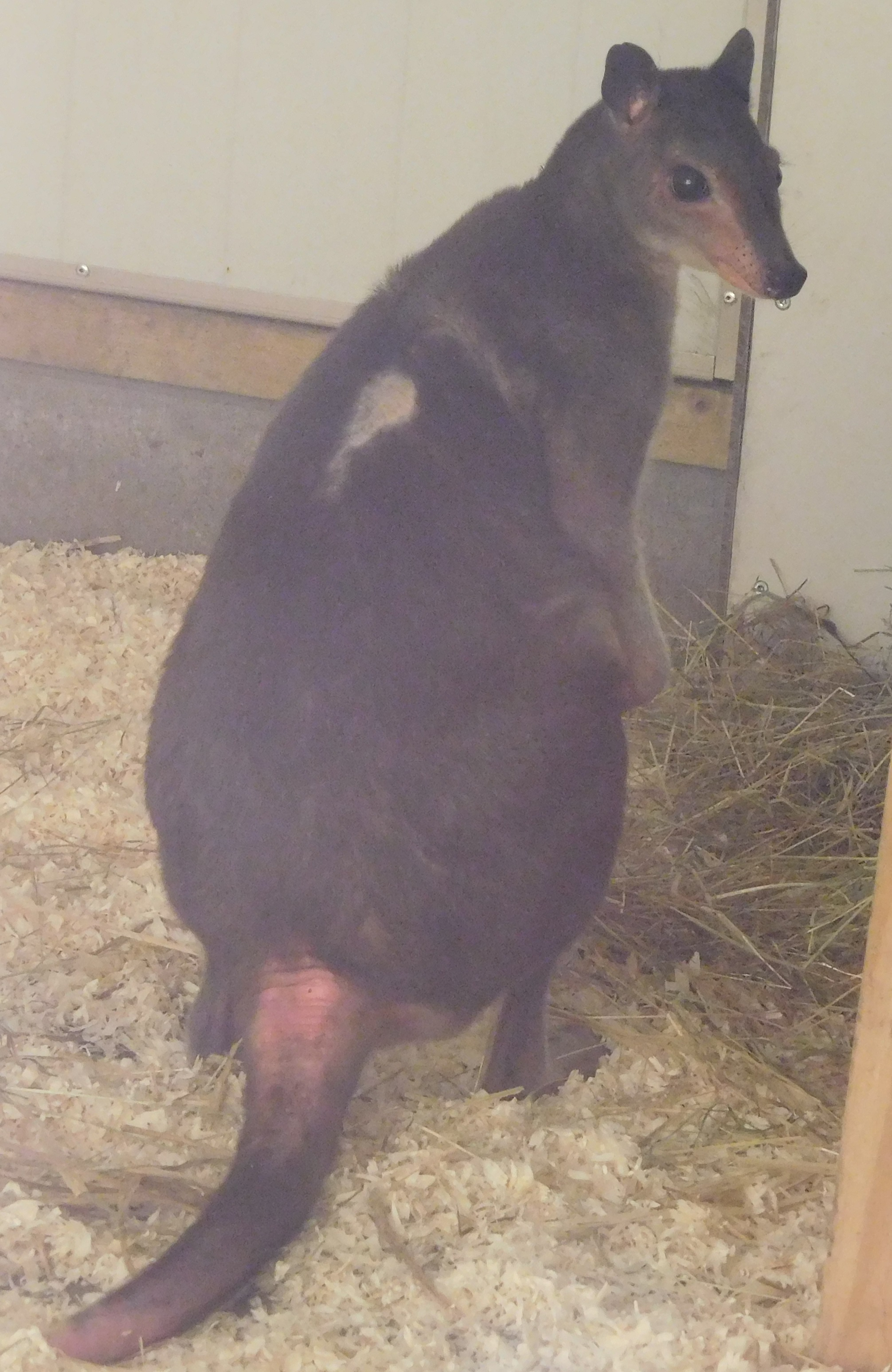
セスジドルコプシス D. hageni